# Arbury Banks (Hertfordshire)

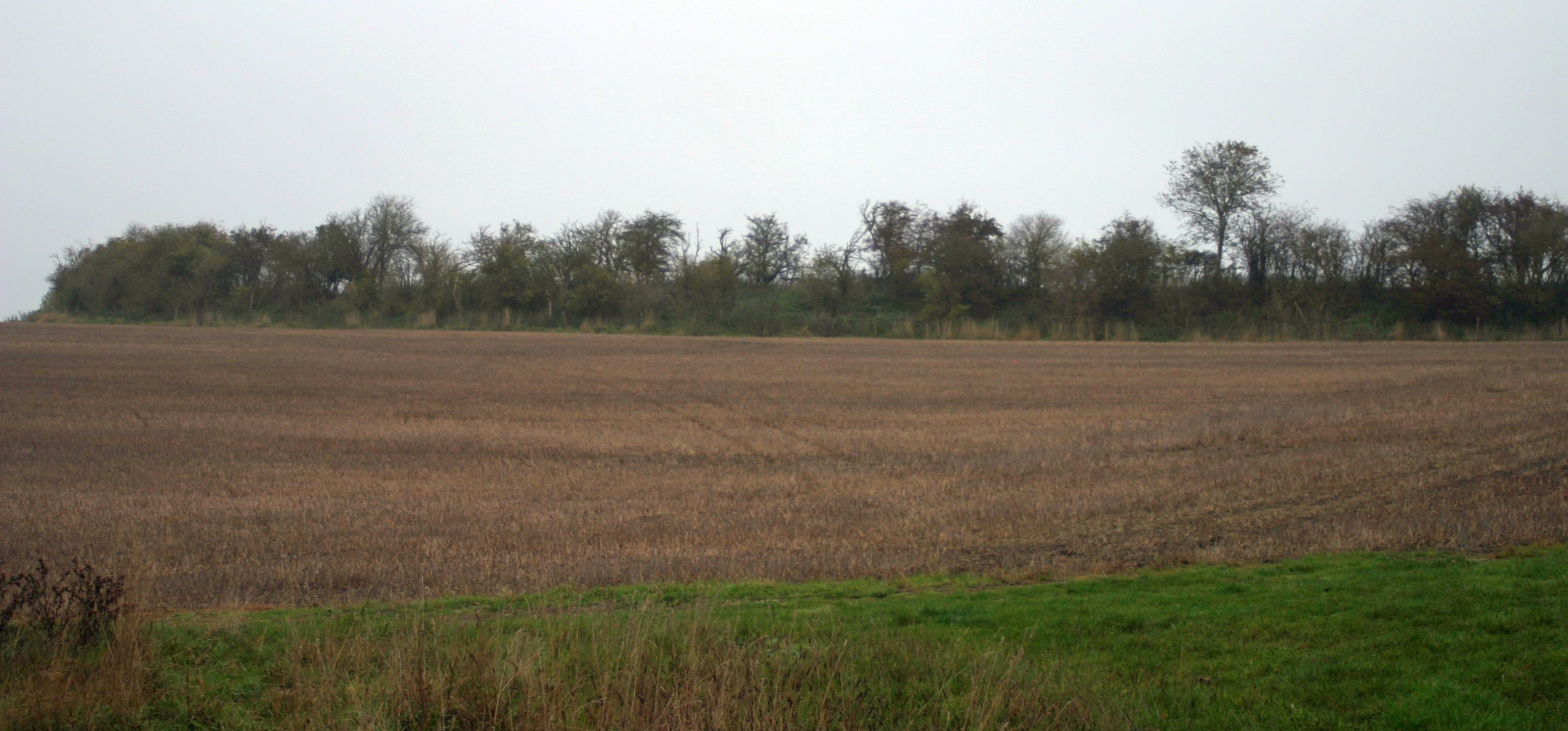
Wallburg Arbury Banks vom Gehweg im Südwesten aus

Arbury Banks ist eine Wallburg südwestlich des Dorfes Ashwell in der englischen Grafschaft Hertfordshire.
Vermutlich wurde dort erstmals in der späten Bronzezeit, also 1000 v. Chr. bis 700 v. Chr., eine Festung errichtet. Arbury Banks liegt 90 Meter über dem Meeresspiegel und ist eine von sechs ähnlichen Wallburgen entlang den nördlichen Chiltern Hills. Eine weitere dieser Wallburgen ist Wilbury Hill Camp südwestlich von Letchworth Garden City. Bei Ausgrabungen in den 1850er-Jahren wurde die hufeisenförmige Ringmauer von Arbury Banks mit zwei gegenüberliegenden Eingängen – im Nord-Nordwesten und im Süd-Südosten – entdeckt. Man fand auch Beweise für verschiedene Anlagen oder Gebäude innerhalb des Forts.
Arbury Banks war möglicherweise der Ort, an dem der Boudicca-Aufstand stattfand, in dessen Verlauf eine kleine römische Streitmacht Boudiccas Armee aufrieb.
Das Gelände ist ein Scheduled Monument.